# Среднеазиатские владения Российской империи
| Уральская область     | Тургайская область      |
| Акмолинская область   | Семипалатинская область |
| Семиреченская область | Сырдарьинская область   |
| Самаркандская область | Ферганская область      |
| Хивинское ханство     | Бухарский эмират        |
| Закаспийская область  |                         |

Среднеазиатские владения Российской империи — под этим названием обычно понимают территорию современных Казахстана, Кыргызстана, Таджикистана, Туркменистана, Узбекистана, входившую в состав Российской империи в качестве областей, а именно Уральскую, Тургайскую, Акмолинскую, Семипалатинскую, Семиреченскую, Ферганскую, Сырдарьинскую, Самаркандскую и Закаспийскую области, а также сохранившие ту или иную степень автономии Бухарский эмират и Хивинское ханство. В этих пределах центральноазиатские владения включали в себя 3 501 510 км² (3 076 628 квадратных вёрст) с 7 721 684 жителями (1897). Иногда Семипалатинскую и Акмолинскую области причисляли к Сибири.
Экспансия России в Средней Азии в течение XIX века встречала противодействие со стороны крупнейшей колониальной державы — Англии, которая рассматривала русскую колонизацию региона как потенциальную угрозу своему господству в Индии. В рамках этого противостояния, начиная с XIX века, сферу влияния России стали называть Русская Средняя Азия.

## Обоснование российской колониальной политики в Средней Азии
Среди главных причин стремительного расширения владений Российской империи в Средней Азии во второй половине XIX века назывались занятие «естественных границ» России, замирение междоусобиц и прекращение разбойничьих набегов, доставлявших беспокойства на пограничных линиях и торговых путях, стремление цивилизовать отсталые азиатские народы, приобщение их к благам мировой цивилизации. Один из историков туркестанских походов генерал-майор Л. Ф. Костенко дипломатично писал: «Не честолюбивые замыслы и никакие другие своекорыстные расчёты руководят Россией в её поступательном движении в Среднюю Азию, но исключительно только желание умиротворить тот край, дать толчок её производительным силам и открыть кратчайший путь для сбыта произведений Туркестана в европейскую часть России».
Подчёркивалось бедственное положение туземцев под властью местных ханов и знати. Приход же русских войск как бы знаменовал приход лучшей жизни. Бларамберг писал: «Киргизы Куан-Дарьи благодарили, что я освободил их от врагов и разрушил разбойничьи гнезда», военный историк Д. Я. Фёдоров: «Русское владычество приобрело в Средней Азии огромное обаяние, потому что оно ознаменовало себя гуманным миролюбивым отношением к туземцам, и вызвав сочувствие народных масс явилось для них желательным владычеством».
Страны Запада благосклонно относились к российской экспансии в Средней Азии. Ликвидация рабства, постоянных войн и анархии расценивались как положительное достижение западной цивилизации, привнесённое русскими. В 1891 году на Международной географической конференции воздали хвалу «русскому народу, который установил порядок в Средней Азии, который знал, как воспитать и развивать народы Средней Азии». Британский учёный и дипломат Генри Роулинсон высказывал мнение, что «Утверждение российского господства, на самом деле, над киргизами, узбеками и туркменами на большей части Центральной Азии явилось, бесспорно, благом для человечества». Энгельс в письме Марксу так описывал продвижение России в Азию: «Россия действительно играет прогрессивную роль по отношению к Востоку… господство России играет цивилизаторскую роль для Чёрного и Каспийского морей и Центральной Азии, для башкир и татар».
Другой основной причиной, и более реальной, была захватившая российские правительственные и военные круги идея необходимости противостояния Британской империи. При этом политика России рисуется как оборонительная, направленная на защиту от агрессии Британии. Одним из главных теоретиков противостояния был военный администратор и историк М. А. Терентьев, написавший трёхтомную «Историю завоевания Средней Азии» и ряд статей о политике России и Англии в регионе. Противостояние между Российской и Британской империями за контроль над Индией и Средней Азией в XIX веке получило в истории имя Большой игры. Ещё одним из её активных участников был Китай, прочие же государства были лишь разменными фигурами в этой битве.
Противостояние закончилось в начале XX века, когда была создана Анта́нта — военно-политический блок России, Великобритании и Франции, в противовес «Тройственному союзу» (A-Entente — Германии, Австро-Венгрии и Италии) в 1904—1907 годах.

## Управление
До середины 60-х годов дела, связанные со Средней Азией, находились в ведении оренбургского генерал-губернатора. С созданием Туркестанской области со столицей в Ташкенте положение мало изменилось: регион по-прежнему находился в подчинении Оренбурга. Великая степь, отделявшая их, отнюдь не способствовала эффективной и своевременной реакции на происходящее, а натянутые отношения между генерал-губернаторской администрацией и властями области усугубляли и без того нестройную систему управления краем.
Зимой 1866/67 годов для обсуждения проблемы статуса Туркестанской области и административного устройства новых районов был создан Особый комитет под председательством военного министра Д. А. Милютина, в состав которого входили: оренбургский генерал-губернатор Крыжановский, начальник Главного штаба Гейден, непосредственные участники военных действий в Средней Азии — Черняев, Романовский и Воронцов-Дашков, а также члены так называемой «Степной комиссии» — Гирс, Гутковский, Гейнс, Проценко и другие.
Члены комитета практически единогласно (за исключением Крыжановского) пришли к выводу о целесообразности отделения Туркестанской области от Оренбургского генерал-губернаторства и создания самостоятельной администрации и отдельного военного округа. Было предложено сосредоточить всю гражданскую и военную власть в руках одного лица, ответственного только перед императором — туркестанского генерал-губернатора.
11 [23] апреля 1867 года император Александр II утвердил проект Особого комитета об образовании Туркестанского генерал-губернаторства (соответствующий именной указ вышел 23 июля). Появление новой имперской провинции ознаменовало собой завершение начального этапа покорения среднеазиатских территорий, так как расширение границ империи и освоение новых территорий требовали решения вопроса об административном устройстве края. Кроме того, Туркестанскому генерал-губернаторству была предназначена роль плацдарма, обеспечивающего дальнейшее продвижение России в регионе и в то же время — бастиона против развёртывания дальнейшей британской военно-политической экспансии в Центральной Азии.
Необходимость решения этих задач обусловила специфику российской политики в Туркестане на долгие годы и определила её принципиальные направления. 23 апреля было утверждено «Временное положение об управлении в областях Туркестанского генерал-губернаторства», согласно которому туркестанскому генерал-губернатору предоставлено право, «применяясь к указанным в проекте основаниям, принимать все те меры, какие будут им признаны полезными для устройства края».

## Этнический состав
Сравнение этнического состава Средней Азии времён Российской империи и сегодняшнего дня способно вызвать некоторое замешательство, в связи с тем, что в официальных правительственных документах употреблялись именования, отличные от самоназвания тех или иных народов, а также в связи с упоминанием народов, ныне вошедших в титульные народы республик Центральной Азии либо ассимилированных с ними.
Современные российские этнологи считают, что этнические идентичности в Средней Азии появились только "с приходом России" в Среднюю Азию, а до этого времени этнических групп в регионе не существовало.
Во времена Российской империи этнический состав среднеазиатских владений выглядел следующим образом:
- Узбеки, распределение, например, населения Самаркандской области по родному языку по состоянию на 1897 год было следующим[12]: узбекский — 507 587, таджикский — 230 384, киргиз-кайсацкий — 63 091, кашгарский — 19 993, сартский — 18 073.

Российские посланники и представители иностранных дипломатических миссий дают обширные сведения об узбеках Центральной Азии. Побывавший в Хорезме в 1820-х года Е. К. Мейендорф отмечал «жители Хивы — узбеки, покорители и хозяева страны». Венгерский востоковед Вамбери в 1863 году писал: «Узбеки — господствующий народ в Бухарском ханстве, так как сам эмир — тоже узбек из племени мангыт, и поэтому они составляют вооруженные силы страны». Рассуждая об узбеках Кокандского ханства Вамбери отмечал: Узбеки Коканда «образуют истинно оседлую часть населения…».
- Киргизы
  - Кара-киргизы или горные киргизы (алайские и алатавские киргизы) — киргизы сегодняшней Киргизии.
  - Киргиз-кайсаки (употреблялись также именования — зауральские киргизы, кочевые киргизы, равнинные или степные киргизы) кочевавшие на территории нынешнего Казахстана и территории сопредельных с ним российских областей, а также на территории Каракалпакии, Голодной степи и Ташкентского уезда, частично вошедших в состав Узбекистана. С 20-х годов XX века именуются казахами.
  - Киргиз-каракалпаки — современные каракалпаки. Иногда исследователи не выделяли их в отдельный народ, относя к этнографической группе киргиз-кайсаков.

- Сарты — общее наименование части оседлой части населения в Фергане и Хорезме в XIX—начале XX веках. Согласно БСЭ, до Октябрьской революции 1917 года название «сарт» по отношению к оседлым узбекам и отчасти равнинным таджикам употребляли преимущественно полукочевая часть узбеков, киргизы и казахи. В Ташкентском, Ферганском и Хорезмском оазисах и Южном Казахстане оно являлось самоназванием оседлого населения[16]. Исконно оседлое население Средней Азии, вошедшее в состав современных узбеков[17].

- Таджики — иранский народ, говорящий на различных диалектах персо-таджикского континуума и населяющий регионы к востоку и северо-востоку от современного Ирана, расположенные в Афганистане, Таджикистане, Узбекистане и Пакистане. Традиционные земли таджиков охватывают Ферганскую долину, Чач (область в долине реки Чирчик), долину реки Зеравшан, бассейн верховий Амударьи (Пянджа), Мургаба и Кабула, а также бассейны Гильменда и Аргандаба.
- Кипчаки — кочевое население бывшего Кокандского ханства, занимающее верховенствующую роль в его управлении, по сравнению с оседлыми сартами и кочевыми киргизами. Кипчаков как обособленного народа к концу XIX века не существовало, под кипчаками подразумевались роды узбеков, казахов и киргизов, занимавшие ключевые позиции в управлении ханством.
- Татары — татары Поволжья играли значительную роль в торговых отношениях между русскими городами, казахами, среднеазиатскими государствами, благодаря своей принадлежности к мусульманской вере и общности языка и в то же время принадлежности к российскому государству. Практически в каждом городе российской Азии существовали татарские районы, практически в каждом городе Казахстана первые мечети были выстроены на деньги татарских купцов. Часть татар служила в казачьих войсках.
- Туркмены — кочевое население Хивинского ханства и Ахал-Текинского оазиса, в отличие от правящих в Хиве узбеков.
- Бухарские евреи — население городов Бухарского и Кокандского ханств. По некоторым преданиям появились в Средней Азии в период Ассирийского царства, переселившего пленных иудеев в подвластные азиатские города.[источник не указан 229 дней]
- После поражения уйгуро-дунганского восстания 1862—1877 годов и вывода российских войск из Кульджи в 1881 году в Семиреченскую область перешли несколько десятков тысяч уйгуров и дунган.

### Крупнейшие города Туркестана Российской империи
| Крупнейшие города Туркестана (по переписи 1897 года) | Крупнейшие города Туркестана (по переписи 1897 года) | Крупнейшие города Туркестана (по переписи 1897 года) |
| №                                                    | Город                                                | Население                                            |
| ---------------------------------------------------- | ---------------------------------------------------- | ---------------------------------------------------- |
| 1.                                                   | Ташкент                                              | 155 673                                              |
| 2.                                                   | Коканд                                               | 81 354                                               |
| 3.                                                   | Наманган                                             | 62 017                                               |
| 4.                                                   | Самарканд                                            | 61 128                                               |
| 5.                                                   | Андижан                                              | 60 627                                               |
| 6.                                                   | Старый Маргелан (Маргелан)                           | 36 490                                               |
| 7.                                                   | Ош                                                   | 34 157                                               |
| 8.                                                   | Ходжент                                              | 30 109                                               |
| 9.                                                   | Верный (Алма-Ата)                                    | 22 744                                               |
| 10.                                                  | Уратюбе (Истаравшан)                                 | 20 621                                               |

## Российская колониальная политика
Управление обширными территориями Средней Азии представляло большую сложность. Не хватало ни ресурсов для организации администрации, ни сколько-нибудь подготовленных чиновников. Терентьев писал: «… туркестанские уезды управляются администрацией едва соответствующей по составу её и содержанию большому русскому селу. Уездный начальник, старший помощник, младший из туземцев и, пожалуй, ещё письмоводитель — вот и все». На одного чиновника в Средней Азии приходилось 2112 человек при среднем значении по стране — 707. Чиновники из бывших военных не отличались той «ласковостью», о которой писалось в мемуарах, не зная и не уважая местных традиций и законов ислама, местных языков, при небольшом жаловании, они где частично, где полностью переложили обязанности на помощников из числа местного населения. Фактически положение с традиционной системой «кормления» ханских чиновников для населения лишь ухудшилось, так как теперь приходилось учитывать и аппетиты русской администрации.
Области были разделены на округа, волости, аулы (кишлаки). Аул имел в своём составе от 50 до 70 кибиток, 10—12 аулов образовывали волость, 10—15 волостей — округ, имевший определённую территорию. Старшие султаны, за которыми правительство сохраняло административную власть, в основном были призваны обеспечивать упрочение позиции правительства. Во главе волостей стояли волостные султаны, приравнивавшиеся к чиновникам 12 разряда, во главе аулов аульные старшины, в своих правах приравнивавшиеся к сельским старостам. Выборы местной администрации и назначение на низшие административные должности из числа «туземцев»: волостных управителей, пятидесятников, кишлачных и аульных старост, старост городов (курбаши) и старшин родов, султанов, местных судей (казий и биев), толмачей (переводчиков), — превращались в аукционы, так как вложенные в подкуп деньги впоследствии окупались системой взяток и подношений. При этом сами выборы могли быть отменены царской администрацией в любой момент. Один из показательных случаев, когда Ч. Валиханов в 1862 году, горя желанием улучшить жизнь своих земляков, был выбран султаном, но генерал-губернатор отменил итоги выборов без какого-либо объяснения причин
Русская администрация после завоевания края, стремясь не нарушить жизненный уклад местных мусульманских народов, сохранила с небольшими изменениями суд казиев по шариату (мусульманскому религиозному праву) для оседлых народов и суд биев по адату (обычаю) для кочевников. Однако вскоре выяснилось несовершенство этих судов. Казии и бии (народные судьи с 1886 года) повсеместно брали взятки. Дела тянулись долгие месяцы, а иногда годы. Судьи, особенно бии, связанные крепкими родовыми узами, выносили решения в пользу своих соплеменников. Кроме этого судьи плохо знали мусульманское законодательство, адат, а также русское судебное законодательство. Особенно неподготовленными были бии. Многие из них были неграмотны и невежественны. Мусульманское население постоянно жаловалось на решения народных судей, однако апелляций в вышестоящий русский суд не подавало, опасаясь мести. Русская администрация, не имея достаточного количества чиновников вообще, а особенно со знанием местных языков, почти не проверяла постановления народных судей.
Многие представители русской общественности, познакомившись с туркестанским народным судом, писали о необходимости его отмены. Н. Дингельштедт, исследователь края, хорошо изучивший систему судопроизводства в Туркестане, писал, что при всей массе недостатков народный суд имеет одно преимущество — он ничего не стоит администрации. Оплатой за труды народному судье был биялык — 10 % с присуждаемой суммы.

При этом обе стороны активно использовали незнание языков друг друга для обмана, запугивания или простого жульничества. Немногие из чиновников знали местные языки. Обычно администраторы обращались за помощью к переводчикам, должности которых большей частью занимали татары, понимавшие тюркские языки. От перевода, сделанного часто неграмотным переводчиком зависела судьба многих административных и судебных дел. В 1905 году туркестанский генерал-губернатор Д. И. Субботич указывал: 
«Сорок лет мы владеем Туркестаном, и до сих пор лиц администрации, знающих хоть несколько туземные языки, можно пересчитать по пальцам. В судебном ведомстве их ещё меньше. Положение вещей — гибельное. Как управлять населением, как разбирать тяжбы, не понимая речи управляемых и судимых… Полагал бы необходимым предложить всем чинам администрации, до уездных начальников включительно, изучить в течение года язык населения своего района настолько, чтобы быть в состоянии контролировать переводчиков, эту язву наших азиатских окраин. …Конечно, необходимо принять меры к распространению русского языка среди массы туземцев; но это — задача огромная, дело целых поколений, тогда как обратная постановка должна дать скорые результаты»
Лишив мусульманское духовенство государственной поддержки, русская власть первоначально не вмешивалась в религиозную жизнь местного населения. Духовенство после завоевания было полностью освобождено от подушных налогов, но права вакуфов были ограничены. Они облагались поземельными податями и другими налогами, от которых раньше были освобождены. Часть вакуфных земель была конфискована в государственный земельный фонд. Должность верховного судьи — кази-калона была упразднена. Под предлогом эпидемий в Аравии, царская власть до 1900 года запрещала паломничество в Мекку, приносившее большие доходы местному духовенству. Мусульманское духовенство, опасаясь административных мер, избегало открыто вести антирусскую агитацию в мирное время.
В ходе присоединения новых земель царское правительство стремилось закрепить положение путём организации казачьих поселений. Помимо организации Семиреченского войска, в 1875—1877 годах было организовано переселение уральских казаков-староверов на Аму-Дарью в земли нынешней Каракалпакии, достигая этим двоякой цели — примерное наказание отказывающихся по религиозным убеждениям от присяги староверов-уральцев и колонизация вновь завоеванного края.
К концу XIX века началось переселение на туркестанские земли крестьян из российских и украинских губерний. По «Положению об управлении Туркестанского края», к переселению допускались лишь «русские подданные христианского вероисповедания, принадлежащие к состоянию сельских обывателей». Крестьяне-переселенцы должны были получать на новых местах по 30 десятин земли на душу. Этот процесс усиливался в голодные годы и особенно с началом столыпинских реформ. Согласно переписи 1897 года, русское население Туркестана составляло около 700 тысяч человек из 8 миллионов общего населения (без учёта Уральской области и Букеевской орды). Более половины его проживало в Семиреченской и Сырдарьинской областях. К 1916 году русские составляли, соответственно, 1/4 и 1/10 часть населения данных областей (источник?). В период с 1906 по 1912 год в Акмолинскую, Тургайскую, Уральскую и Семипалатинскую области переселилось свыше 438 тыс. крестьянских хозяйств. Более половины прибывших было занято в сельском хозяйстве, примерно четверть — в административных, судебных и военно-полицейских структурах, каждый десятый — в промышленности. Переселенцы-крестьяне привезли привычные для них культуры: яровую пшеницу, рожь, овёс, кукурузу, картофель, клевер, лён, капусту, помидоры, сахарную свеклу, которые прежде присутствовали в Туркестане незначительно. Кроме того, местное население начало перенимать такой элемент животноводства, как заготовку сена, так как до этого существовал только отгонный зимний выпас с регулярно случавшимися зимними падежами. В целом существовало некое разделение труда: местное население было занято в животноводстве, выращивании хлопчатника и бахчевых, традиционных промыслах, русские переселенцы снабжали хлебом, овощами, занимались молочным стойловым животноводством.
Однако, как было отмечено на Совете туркестанского генерал-губернатора в январе 1911 года, «… необходимый при условиях туркестанского землевладения переход к интенсивному хозяйству и к обработке высших культур, как уже показал опыт, совершается православными русскими людьми весьма медленно и с большими затруднениями, что не дает оснований возлагать большие надежды на успех их хозяйства при конкуренции с туземцами, привычными хлопководами, виноградарями и садоводами». А на заседании Совета 3 февраля 1911 года была отмечена другая проблема переселенцев, « … Русские переселенцы … страдают, вследствие неудовлетворенности своим положением, особым пристрастием к вину. С этим недостатком они не могут быть успешными колонизаторами края, населенного туземным трудолюбивым населением, часто с презрением относящимся к обессилившему от пьянства русскому населению».
Во время управления Туркестанским краем К. Кауфмана он особо оберегал от переселенцев земледельческие районы края, разрешая заселять свободные земли степных районов Семиреченской области. Он запретил покупку земель у туземного населения европейцами и в том числе русскими. Поэтому за первые два десятилетия русского управления Туркестаном, в крае официально поселилось лишь 2170 переселенцев-крестьян. В последующие годы местная администрация пыталась сдержать поток крестьян, но не могла его остановить без поддержки центра. Так в начале 1890-х годов из-за голода в Центральной России большая волна самовольных переселенцев хлынула в край. Из 15 тысяч прибывших туркестанской администрации удалось разместить лишь 2 тысячи крестьян на отчужденных у туземцев землях. Остальные русские переселенцы находились в нищенском состоянии. Генерал-губернатор А. Вревский в письме военному министру сообщал о недовольстве туземного населения отчуждением земель и выражал свои опасения новым наплывом переселенцев. Военный министр добился указаний начальникам Тамбовской, Самарской и Пензенской губерний, давших наибольшее число переселенцев, о принятии мер к прекращению самовольного переселения в Туркестанский край. Однако самовольное переселение в край продолжалось и администрации приходилось изымать у туземцев земли для размещения крестьян. Эти действия администрации вызвали беспокойство мусульманского населения и, как писал военный губернатор Сыр-Дарьинской области Н. Корольков, могли привести к серьёзным беспорядкам.
Опасаясь сокращения производства хлопка в Туркестане, С. Витте под влиянием московских мануфактурных фирм выступил против русского переселения в край. Вместе с военным министром они добились в 1896 г. принятия правительством решения, запрещающего переселения в Семиреченскую область. А в следующем 1897 году туркестанский генерал-губернатор, не дожидаясь правительственного решения, своим циркуляром запретил переселение и в остальные области края. Однако самовольное переселение продолжалось и туркестанская администрация принимала меры против самовольного захвата земель мусульман.
Острая нехватка земли в Европейской России с одной стороны и информация о возможности получить бесплатную землю с другой, подымала русских крестьян с мест и гнала их в Приуралье, Сибирь, Туркестан. В Туркестанском крае наибольшее число переселенцев были выходцами из Воронежской, Самарской и Саратовской губерний, чернозёмных районов с самой высокой стоимостью земли в России.
Центральная администрация, несмотря на сопротивление большинства представителей туркестанской администрации, стояла за продолжение крестьянской колонизации. Эту позицию разделял и Николай II. На отчете военного губернатора Семиреченской области за 1904 год, где были написаны соображения по поводу устройства прибывших переселенцев, царь надписал: «надо настойчиво двигать колонизацию этого края». Резолюция дала сильный толчок переселенческой политике. Сыр-Дарьинская и Семиреченская области были объявлены переселенческими районами. Задача изыскания свободных земель в этих областях была возложена на чиновников Переселенческого управления, находившегося в подчинении министерства земледелия и государственных имуществ.
Голод в центральных районах России пригнал в 1905—1906 годах в Туркестанский край несколько десятков тысяч переселенцев и чиновники Переселенческого управления рьяно взялись за дело, выискивая излишки земли у туземцев. В своих действиях чиновники руководствовались мнением о том, что туземцы, с помощью казиев и биев, записали за собой большие количества земли, которые они фактически не обрабатывали. Действия переселенческих комиссий переполошили коренное мусульманское население и туркестанскую администрацию. Военный губернатор Семиреченской области писал в 1907 году генерал-губернатору, что «свыше двадцати тысяч самовольных переселенцев … преимущественно бродяг ждут наделения землёй. Переселенческая партия собирается наделить их орошенной, лучшей киргизской землёй с усадьбами и пашнями. Результатом таких действий будет переход киргизов из нынешнего панического состояния к бунту». Опасался восстания и Военный губернатор Ферганской области. В том же году он писал о необходимости положить решительные преграды русской колонизации, «дабы не возбудить против русских туземное население Ферганы и без того находящейся в состоянии хронического брожения …», и далее — «русского переселения сюда ни в коем случае быть не может»
Другой причиной отрицательного отношения местной администрации к чиновникам Переселенческого управления было наделение последних большими полномочиями в области земельной политики, исключающее зависимость от генерал-губернатора. Таким образом были сокращены полномочия местной администрации, что подрывало её авторитет у мусульманского и русского населения. Русские переселенцы, зная отношение администрации к отторжению у туземцев земли, предпочитали иметь дело с чиновниками управления, игнорируя местные власти. Такое отношение возмущало администрацию.
К. Пален, после посещения Туркестана, указал в отчете, что имеющиеся в Туркестане небольшое количество свободной и подходящей для колонизации земли, требует большого количества ирригационных работ. Однако военные министры, зная мнение царя по переселенческому вопросу, не оказывали деятельной поддержки туркестанским генерал-губернаторам.
В декабре 1910 года правительство предоставило Переселенческому управлению право отчуждать земли кочевников под переселенческие участки. Переселенческие чиновники, пользуясь этим правом, отнимали у казахов не только пастбищные земли, но и места зимовок с обрабатываемыми землями.
Конфискации вынуждали казахов официально переходить к оседлому образу жизни и таким образом закреплять за собой родовые земли. В действительности многие из них занимались и земледелием и выпасом скота. Это тяжело было скрывать от чиновников Переселенческого управления, которые изымали земли под выпас скота, объявляя их излишками. Жалобы туземцев и местных администраторов на Переселенческое управление ни к чему не приводили.
Одним из важнейших факторов колонизации стал приезд врачей, инженеров, землеустроителей, ирригаторов, агрономов, ветеринаров и представители других профессий, до этого абсолютно неизвестных в этих местах. Одним из путей приобщения местного населения к европейской культуре, по мысли царского правительства, должно было быть создание русско-туземных школ и училищ с преимущественно русским языком обучения. С 1890-х годов всяческие прошения должны были подаваться только на русском языке, в результате резко возросла потребность в получении европейского образования.
Мусульманское духовенство, стремясь сократить отток учащихся из мактабов в русские и русско-туземные школы, вело пропаганду против правительственных школ. Многие родители опасаясь, что в государственной школе детей отучат соблюдать традиции, хранить исламскую веру и почитать родителей, продолжали давать детям традиционное мусульманское образование. Лишь относительно небольшая часть родителей посылала детей в казённые школы, стремясь таким образом дать возможность детям сделать карьеру на русской службе или преуспеть в посреднической торговле. Оптимальным выходом для части родителей стали новометодные школы, где детям давали не только религиозные, но и общие знания, включая русский язык. Быстро росла популярность этих школ. В 1908 году их было 35, а в 1916 году уже 92 по всему Туркестанскому краю. Тем не менее это количество было мизерным в сравнении с 7665 мактабами и медресе, действующими в Туркестанском крае в 1913 году. Рост числа новометодных школ свидетельствовал об усилении позиций джадидов и пантюркистов, проводников идеи преобразования мусульманских школ. Это вызвало опасение туркестанской администрации. Не меньшие опасения рост новометодных школ вызвал у мусульманского духовенства. Оно боялось падения числа учащихся в мактабах и медресе, а также уменьшения своего идеологического влияния.
Царская администрация считала, что плодами русской победы в Средней Азии должны воспользоваться только православные русские люди. Поэтому Туркестан был закрыт для иностранного, еврейского и татарского капиталов. Эти же категории были лишены возможности приобретать земли в Туркестане и в том числе в городах.
Но это не избавило русского купца и промышленника от конкуренции. Прекрасно знавшие местные условия и язык, коренные жители Средней Азии — мусульмане и бухарские евреи, имевшие право приобретать недвижимость, смогли очень быстро установить коммерческие контакты с промышленниками метрополии и сумели победить в конкурентной борьбе русских купцов, пользующихся протекционистской поддержкой со стороны администрации. Эта победа была особенно заметна в хлопковой промышленности. В другие же отрасли туркестанской экономики русские купцы и промышленники вкладывали капитал не активно.
Разочарованная тем фактом, что Туркестан не стал для России источником обогащения подобно тому каким была Индия для Англии, царская администрация со временем стала осторожно пересматривать свою ограничительную политику в области инвестиций. Сторонниками открытия Средней Азии для иностранного и «инородческого» капитала были представители биржевой торговли и туркестанского сельского хозяйства. Пересмотру ограничений содействовал С. Витте, однако после его отставки вновь был поднят лозунг «Туркестан для русских».
Лишь проникновение татарского капитала в Среднюю Азию было поддержано председателем Совета министров П. Столыпиным и министром финансов П. Барком. Из представителей иностранного и еврейского капиталов только единицы добрались разрешения приобрести в Туркестане земли для строительства заводов.
В конце 1880 года были начаты работы по строительству Закаспийской железной дороги. Эта дорога связывала Каспийское море через Кизил-Арват (1881) и Асхабад (1885) с Новой Бухарой (Каган) в 1886 году. А к 1888 году дорога достигла Самарканда. На доведение линии к Андижану (1898) и Ташкенту (1899) ушло много лет. Хлопок для доставки на текстильные фабрики Европейской России свозили из Сыр-Дарьинской и Ферганской областей на арбах и верблюдах к Самарканду. Затем перегружали груз на поезд, на котором доставляли его к Каспийскому морю, перегружали на пароходы, а дальше вновь перегружали на поезд. Проблему многократной перегрузки хлопка решила построенная в 1906 году Оренбург-Ташкентская железная дорога, которая сократила время доставки груза из Ферганы в Москву с полутора месяца до 18-20 дней. К 1915 году были построены ветки, охватывающие Ферганскую долину с севера и Бухарский эмират с юга. В обслуживании Среднеазиатской железной дороги было занято около двух тысяч человек, преимущественно русских.
Начавшееся строительство железных дорог имело огромное значение, так как железные дороги связывали Среднюю Азию с промышленными центрами России и втягивали в общероссийский экономический рынок. Резко возрос товарообмен. Железные дороги также имели военно-стратегическое значение для перебрасывания войск и подавления народных выступлений и волнений. Строительство Закаспийской дороги было решающим фактором при покорении туркменских оазисов Скобелевым в 1880—1881 годах. Железнодорожные мастерские и депо были оплотом возникающего рабочего класса в Азии, основными источниками формирования которого были обезземеленные шаруа, дехкане и крестьяне-переселенцы, разорившиеся ремесленники и кустари.
В начале XX века, как и во всей России, стал ощущаться значительный экономический подъём, начали развиваться первые промышленные предприятия, в основном хлопкообрабатывающие и текстильные, а также мельницы, маслодельни, предприятия по переработке сельскохозяйственного сырья: кожевенные, салотопенные, мыловарные, винокуренные, соледобывающие промыслы. Горная промышленность развивалась на Алтае и в Центральном Казахстане, где разрабатывались богатые месторождения цветных металлов и угля, железные рудники. В Западном Казахстане, Урало-Эмбинском районе стартовала добыча нефти.
Большие опасения туркестанской администрации вызвало растущее обезземеливание мусульманского сельского населения. Основной причиной его было разорение дехкан в результате неспособности выплачивать долги по ссудам. В 1912 г. общая сумма долга крестьян Туркестанского края составляла 156,7 млн рублей. Ссуды в крае выдавались под 25-60 % и выше годовых, и были выгодной статьёй доходов частных лиц и хлопковых фирм. Сами хлопковые фирмы получали в банке кредит по 8 %. Особые условия выдачи дешёвого банковского кредита делали его недоступным для хлопкоробов. В центре хлопководства — Фергане кабальные условия выдачи ссуд привели к обезземеливанию к 1914 году четверти всех хозяйств.
Многие русские чиновники, хорошо изучившие проблему разорения дехкан, видели решение проблемы в создании мелкого, доступного, государственного кредита. Однако их обращения к полномочным инстанциям долгое время оставались безрезультатными. Лишь в 1909 году Государственный Банк взялся за организацию такого кредита. Вскоре стали возникать ссудосберегательные и кредитные товарищества в Туркестане. В 1914 году 482 таких товариществ получили ссуд на общую сумму 9,78 млн рублей.

### Политика российских властей в отношении ислама
Первый туркестанский генерал-губернатор К.П. фон Кауфман осуществлял политику «игнорирования» ислама: власть не вмешивалась в жизнь местного населения, а население признавало политическое верховенство русского оружия. Кауфман утверждал, что ислам «развалится» от «заявленного и выдержанного к нему презрения». Однако ряд мер российской администрации вызывал недовольство не только исламского духовенства, но и всего мусульманского населения. Так, например, большое недовольство вызвало объявление в 1874 году о ликвидации вакуфных земель (земли, завещанные владельцами с разрешения хана религиозным организациям), передаваемых в государственную собственность, и отмена закята (обязательный годовой налог в пользу бедных). Ухудшение отношений с мусульманским духовенством произошло при туркестанском генерал-губернаторе А.Б. Вревском (1889—1898 гг.), который потребовал при чтении намаза произнесения «молитвы за царя». 
По утверждению американского историка Халида, при российском правлении исламские институты процветали. Ферганская долина, сердце хлопковой страны, стала крупным центром исламского образования.
Советские, узбекистанские  и таджикистанские историки писали об антиколониальных восстаниях в регионе. Однако, по утверждению американского историка Халида, фактического сопротивления со стороны правоверных было на удивление мало.
Летом 1892 года во время холерной эпидемии в Ташкенте произошло мусульманское восстание. Несмотря на его быстрое подавление, волнения среди мусульманского населения происходили в различных местностях края, а в мае 1898 года произошло Андижанское восстание, при котором были убиты 22 солдата. Это событие вызвал широкий резонанс как в прессе Российской империи, так и в зарубежной.

### Первая мировая война и восстание 1916 года
Во время Первой мировой войны 25 июня (8 июля) 1916 года был издан указ о так называемой «реквизиции инородцев» до полумиллиона человек на тыловые работы, что привело к вооружённому восстанию в Туркестане и в Семиречье. Подавление восстания заняло значительное время — последние остатки сопротивления в Закаспийской области были подавлены в конце января 1917 года, а казахские повстанцы Амангельды Иманова и Алиби Джангильдина в степях Тургая продолжали боевые действия и позднее.